# ووتر مارينوس
ووتر مارينوس (بالهولندية: Wouter Marinus)‏ (18 فبراير 1995 في هولندا - ) هو لاعب كرة قدم هولندي في مركز الوسط. شارك مع منتخب هولندا تحت 17 سنة لكرة القدم. أما مع النوادي، فقد لعب مع بي إي سي زفوله.

## روابط خارجية
- ووتر مارينوس على موقع الاتحاد الأوربي (الإنجليزية)
- ووتر مارينوس على موقع قاعدة بيانات كرة القدم.إي يو (الإنجليزية)
- ووتر مارينوس على موقع Soccerway.com (الإنجليزية)
- ووتر مارينوس على موقع عالم كرة القدم.نت (الإنجليزية)